# لیگ دسته دوم فوتبال مقدونیه شمالی
لیگ دسته دوم فوتبال مقدونیه شمالی (مقدونی: Втора македонска Фудбалска Лига) دومین لیگ معتبر فوتبال در کشور مقدونیه شمالی است که در سال ۱۹۹۲ بنیان‌گذاری شده و زیر نظر فدراسیون فوتبال مقدونیه شمالی برگزار می‌شود.